# System 1
System 1, chiamato anche System 0.97 o Mac System Software, è il primo sistema operativo per computer Macintosh sviluppato dalla Apple Inc. che diede inizio alla serie Classic Mac OS. È stato pubblicato il 24 gennaio 1984, insieme al Macintosh 128K, il primo personal computer della famiglia Macintosh. È stato pubblicato un aggiornamento, System 1.1, il 5 maggio 1984, prima di essere succeduto da System 2.

## Funzionalità
Questo sistema operativo introdusse molte funzionalità, tra cui il Finder, le finestre, le icone, le cartelle, le applicazioni, il cestino e la barra dei menù. Inoltre divulgò l'interfaccia grafica.
A causa della quantità di memoria RAM limitata, non era presente la funzionalità del multitasking tra le applicazioni, anche se vi erano degli accessori da scrivania che potevano essere eseguiti insieme a un'altra applicazione. Inoltre, i file nel cestino venivano eliminati in modo permanente quando il computer veniva spento o quando veniva caricata un'applicazione (che quindi chiudeva il Finder).

### Barra dei menù

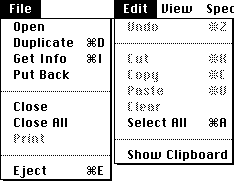
La barra dei menù su System 1.

La barra dei menù era una nuova funzionalità rivoluzionaria del sistema operativo. Simile a quella presente su Lisa OS, la barra dei menù del Macintosh era composta da 5 sezioni: il menù Apple, File, Edit, View e Special. Quando si apriva un'applicazione, il menù si modificava, adattandosi alle esigenze di quest'ultima.
Mentre si era nel Finder, il menù Apple conteneva le informazioni del finder, "About the Finder", insieme agli accessori da scrivania. File era composto dai comandi Open, Eject e Close. Edit presentava le funzioni per copiare, incollare e tagliare e Special aveva la funzione di gestire l'hardware e altre funzioni di sistema.

### Accessori da scrivania
System 1 venne pubblicato con numerosi accessori da scrivania. Tra cui Alarm Clock, Calculator, Control Panel, Key Caps, Note Pad, Puzzle e Scrapbook. La differenza tra gli accessori da scrivania e le applicazioni "normali" è che si possono avviare più accessori in una volta, a differenza della applicazioni, che potevano essere avviate solo una alla volta. Gli accessori da scrivania potevano però essere eseguiti insieme a un'applicazione.
- Alarm Clock: quando aperto, mostrava la data e l'ora del computer, che poteva essere settata direttamente. Poteva anche essere utilizzato come una sveglia. Quando quest'ultima suonava, il computer emetteva un "beep" e la barra dei menù lampeggiava.
- Calculator: era una semplice calcolatrice in grado di addizionare, sottrarre, moltiplicare e dividere.
- Control Panel: Il pannello di controllo serviva per gestire alcune impostazioni del computer. Come il volume, la velocità del doppio click e la sensibilità del mouse e lo sfondo del desktop. Ciò che rendeva unico il Pannello di Controllo di questo sistema operativo è che era privo di qualsiasi testo, erano presenti solo simboli. Scelta fatta per mostrare l'interfaccia grafica.
- Key Caps: era un accessorio in grado di mostrare il layout della tastiera.
- Note Pad: era un accessorio che salvava il testo digitato in quest'ultimo su un floppy disk.
- Puzzle: era un semplice puzzle.
- Scrapbook: era un accessorio in grado di memorizzare testo e immagini per poi essere trasferite in altre applicazioni.

## System 1.1
La versione 1.1 del sistema operativo, chiamata anche Mac System Software (0.1), è stata pubblicata 4 mesi dopo la prima versione, il 5 maggio 1984. Questa versione includeva nuove funzionalità, tra cui il comando Set Startup nel menù, che permetteva di aprire automaticamente un'applicazione quando il sistema operativo veniva avviato. Grazie all'ottimizzazione del sistema, quest'ultimo era il 20% più veloce rispetto alla versione precedente. Inoltre era possibile rinominare un file cliccando sul proprio nome.